# Esan (peuple)
Pour les articles homonymes, voir Esan.

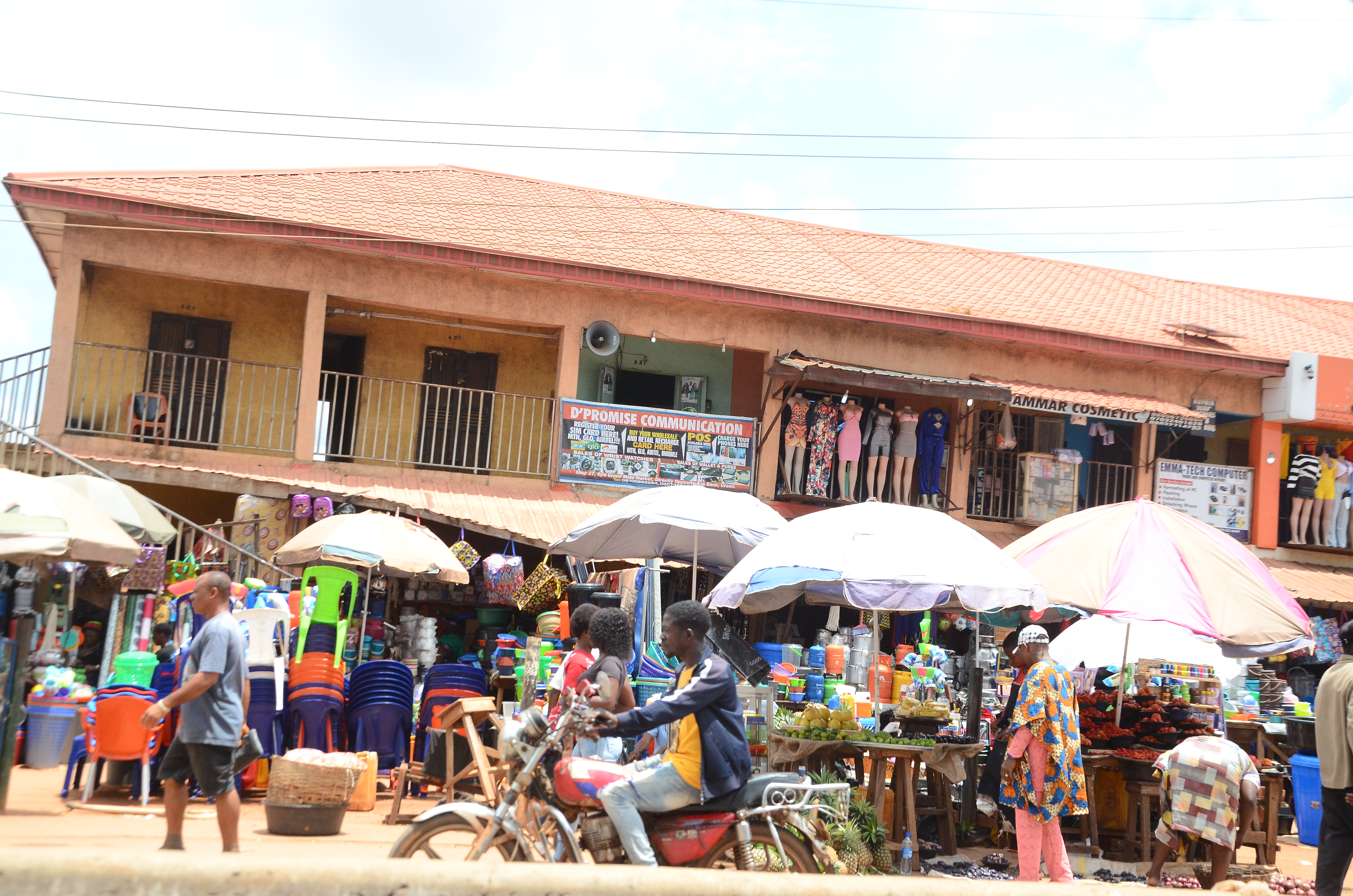
Uromi Open Market

Les Esan sont une population d'Afrique de l'Ouest, vivant au sud-ouest du Nigeria, dans l'État d'Edo.

## Ethnonymie
Selon les sources et le contexte, on observe différentes formes : Anwain, Esa, Esans, Ewu, Isa, Isan, Ishan, Ishans, Ison.

## Langue
Leur langue est le esan, une langue nigéro-congolaise.